# Cultura Gemaiana
A Cultura Gemaiana desenvolveu-se na núbia entre 15000-10 000 a.C. tendo substituído a Cultura Halfana. A industria lítica baseou-se no método levallois, no entanto, há uma mudança na tradição acrescentando-se o retoque marginal. Essa mudança parece estar relacionada puramente a valores estéticos e não a necessidades econômicas, já que além da gemaiana diversas outras culturas possuem a mesma base econômica.